# Daniel J. Bernstein
Daniel J. Bernstein, all'anagrafe Daniel Julius Bernstein (East Patchogue, 29 ottobre 1971), è un matematico e informatico statunitense di origini tedesche.

## Biografia
Si è laureato in Matematica all'Università di New York nel 1991 ed ha conseguito il dottorato di Matematica all'Università della California - Berkeley nel 1995, allievo di Hendrik Lenstra.
Professore all'Università dell'Illinois a Chicago, è l'autore di alcuni software quali:
qmail (server di posta), djbdns (server DNS), ucspi-tcp (programmi per servizi di rete client-server).
Affermato studioso di crittografia, Bernstein ha promosso nel 1995, quand'era ancora studente, un processo contro gli Stati Uniti d'America per la legge che proibiva l'esportazione dei software di crittografia, in seguito al quale il governo è stato costretto a modificare le normative.
Su Usenet, e attraverso il suo sito web, ha litigato pubblicamente con Wietse Venema e Paul Vixie riguardo alla sicurezza del software; con Matteo Frigo, autore di FFTw, riguardo all'implementazione e al benchmarking di FFT; con Bruce Schneier e Arjen Lenstra riguardo al costo computazionale.
Convinto promotore della full disclosure, nel 2004 ha tenuto uno dei primi corsi universitari sulla sicurezza del software (intitolato "UNIX Security Holes") alla fine del quale i suoi 16 allievi hanno reso pubblici 44 nuovi "buchi di sicurezza".
Insieme ad A.O.L Atkin è autore dell'algoritmo per il calcolo di numeri primi detto Crivello di Atkin.